# ジムカデ (植物)
ジムカデ（地百足、学名：Harrimanella stelleriana (Pall.) Coville）は、ツツジ科ジムカデ属に分類されるほふく性常緑小低木の1種。地をはう茎がムカデに似ていることが和名の由来。種小名のstellerianaは、ドイツ人分類学者のゲオルク・シュテラーを意味する。

## 特徴
枝は直径約1 mmの細い針金状で、分岐しながら地をはって広がり、枝先は斜めに起き上がるか直立する。木の高さは3-7 cm。葉は長さ2-3 mm、幅約1 mmの楕円形または広被形（鱗片状）でほとんど柄がなく厚みがあり革質、枝に密に互生する。葉の多くは2年生、上面はなめらかで濃い緑色で、下面は太い中脈が通り、光沢があって毛はない。枝先に短い花柄を出し、白い花を下向きまたは横向きにつける。開花時期は7-8月。花冠は長さ4-5 cmの先がややつぼまった広鐘形で5深裂する。萼は紅紫色で5全裂する。雄蕊は10個で、葯に角状の突起がある。果実の朔果は直径3.5 mmほどの球形で、直立し、円錐状の花柱が残る。

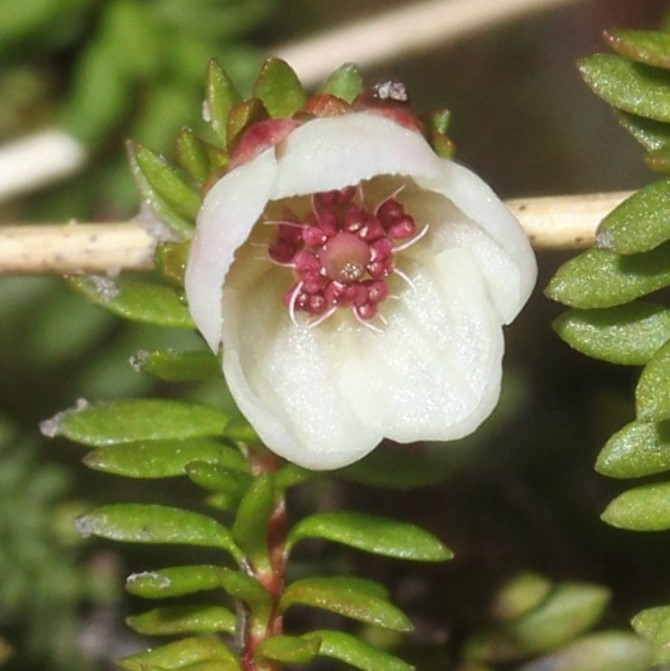
白い広鐘形の花で雄蕊は10個
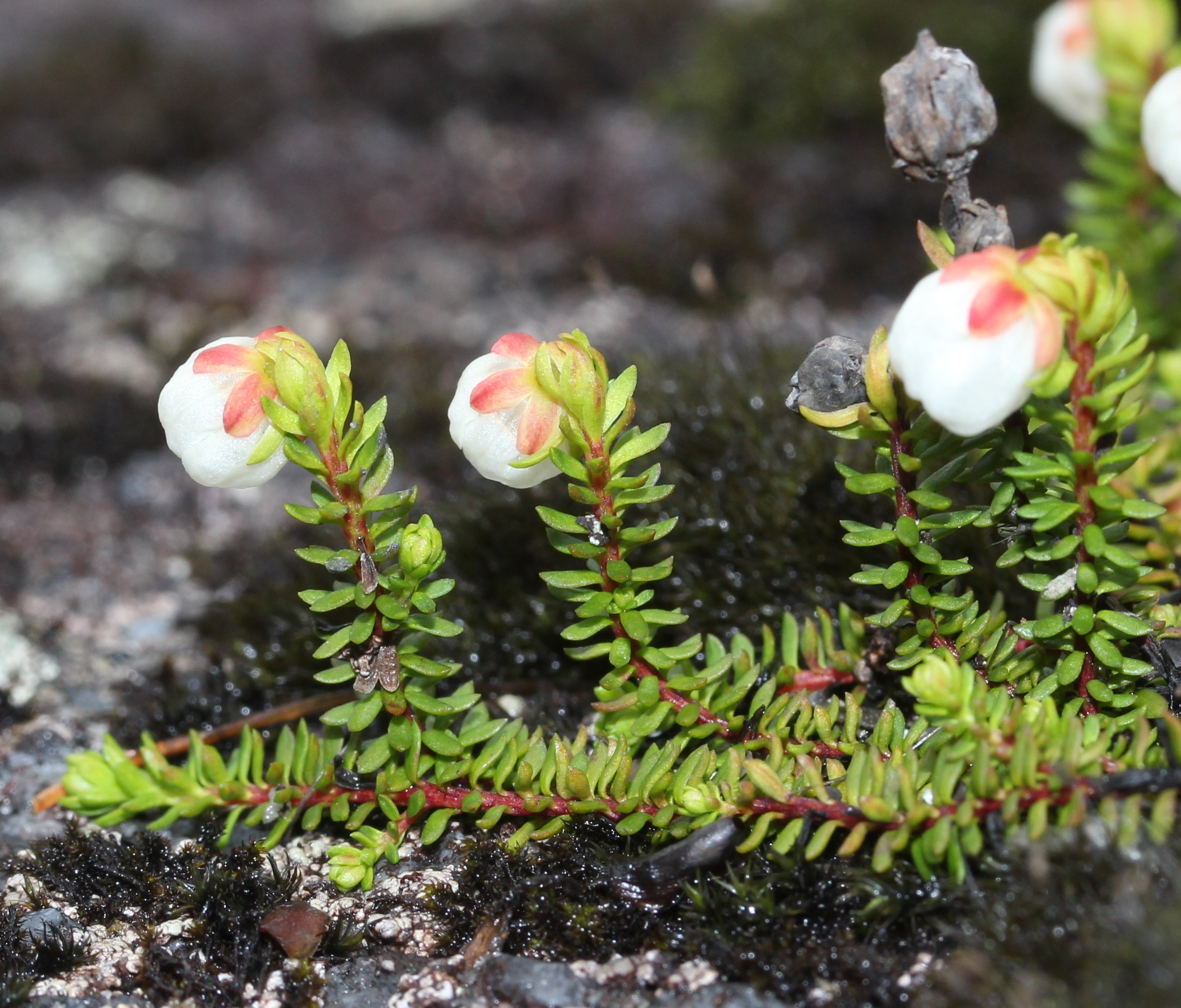
細い針金状の枝が地をはい、葉が密生する
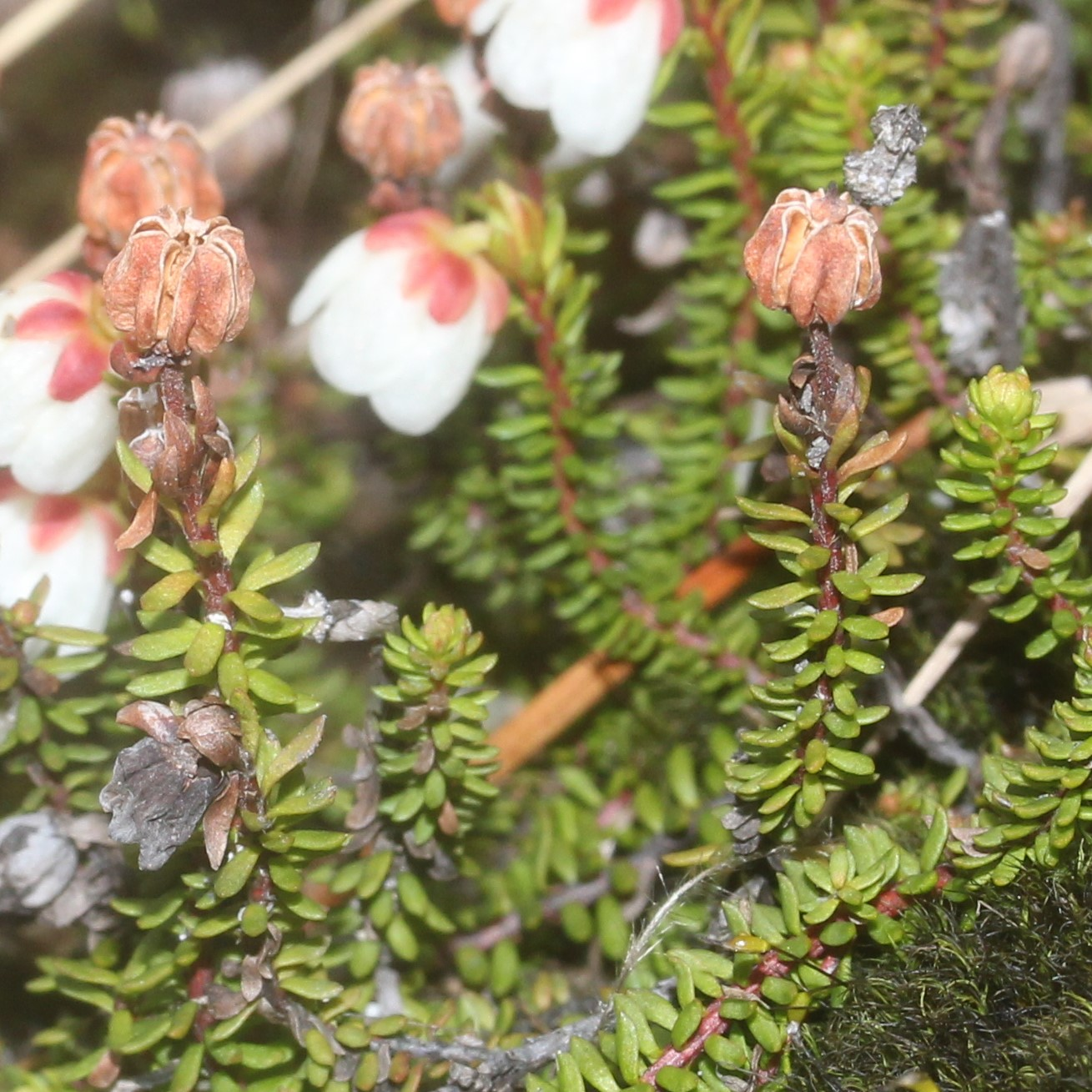
朔果は球形

## 分布と生育環境

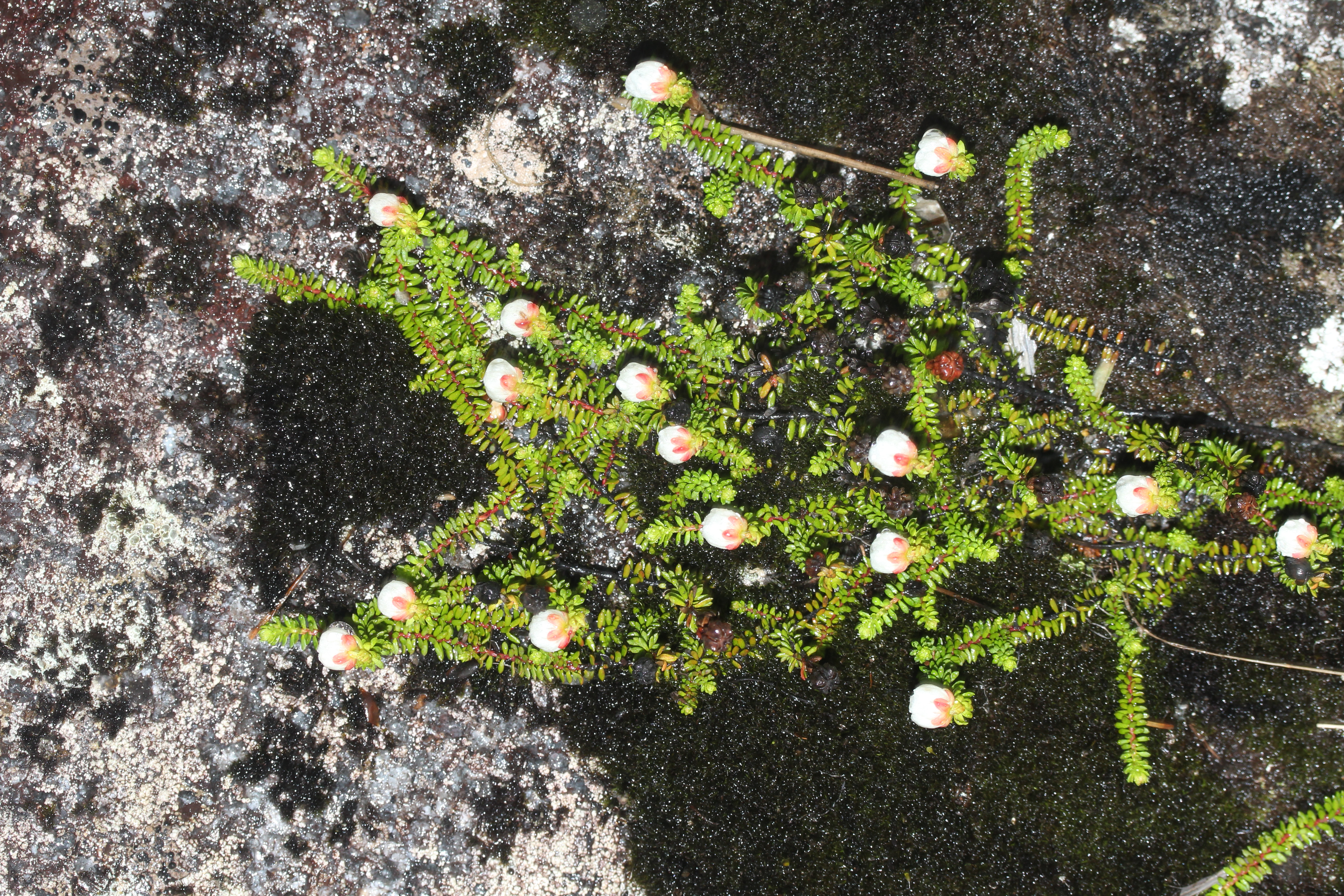
高山帯の岩場に生育するジムカデ

日本、千島列島、樺太、カムチャッカ、アリューシャンから北米北西部にかけての北太平洋沿岸や島嶼に分布する。基準標本はベーリング島のもの。
日本では、北海道（礼文島、大雪山系、夕張山地、日高山脈、知床山地）と本州の中部地方以北（月山、吾妻山、飛騨山脈、木曽山脈、赤石山脈中部以北）に分布する高山植物である。
寒帯や高山帯の、岩場、礫地、草地に生育する。日当たりのよい多湿な場所に群生する。

## 分類

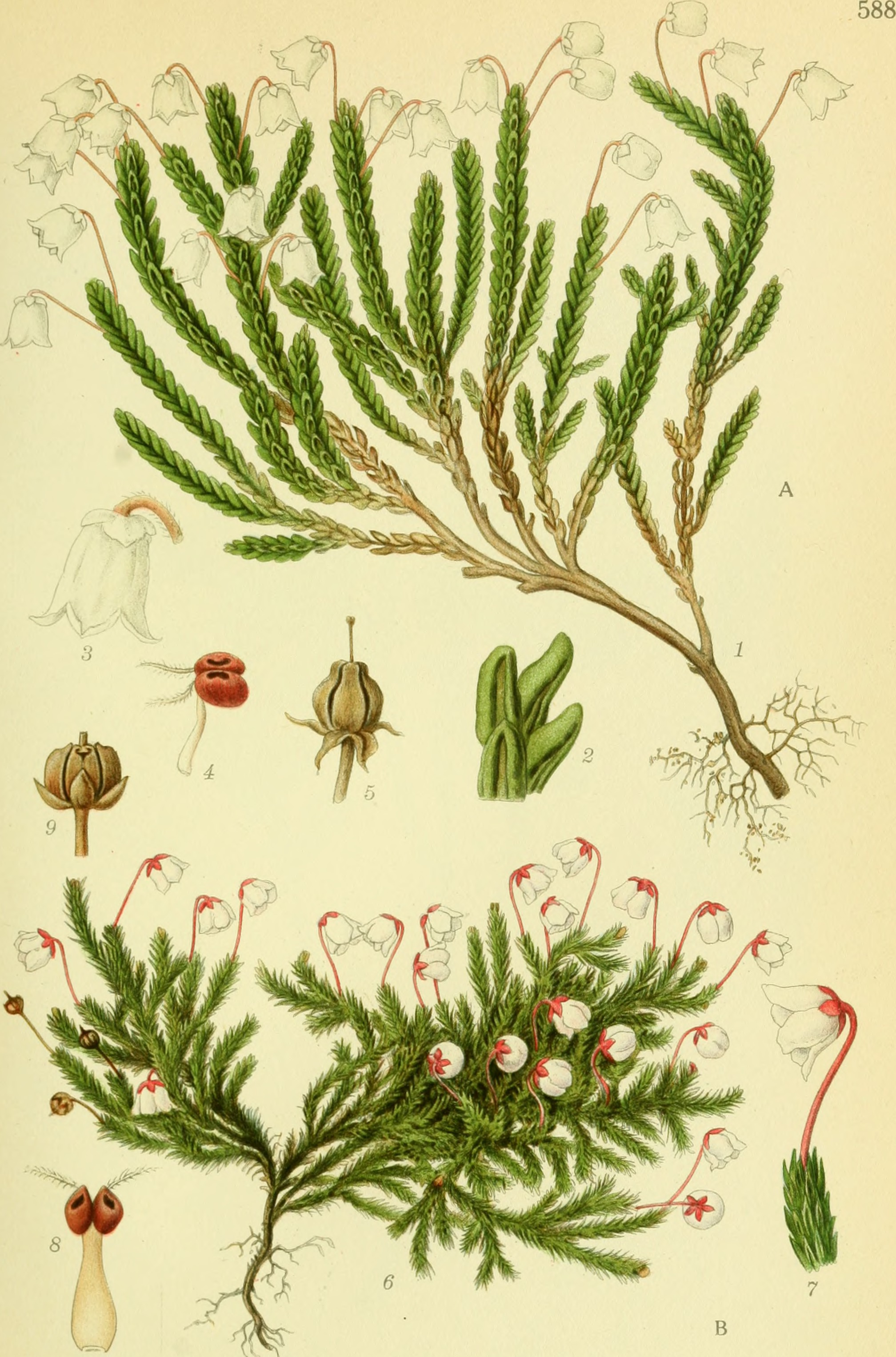
同属のH. hypnoides
アウゴスト・メンツ編、『スカンディナビアの植物図鑑』から

ジムカデ属は2種（本種：H. stellerianaとH. hypnoides）が知られている。日本には本種のみが分布する。